# 書局街
22°17′32″N 114°12′00″E / 22.2922°N 114.2000°E

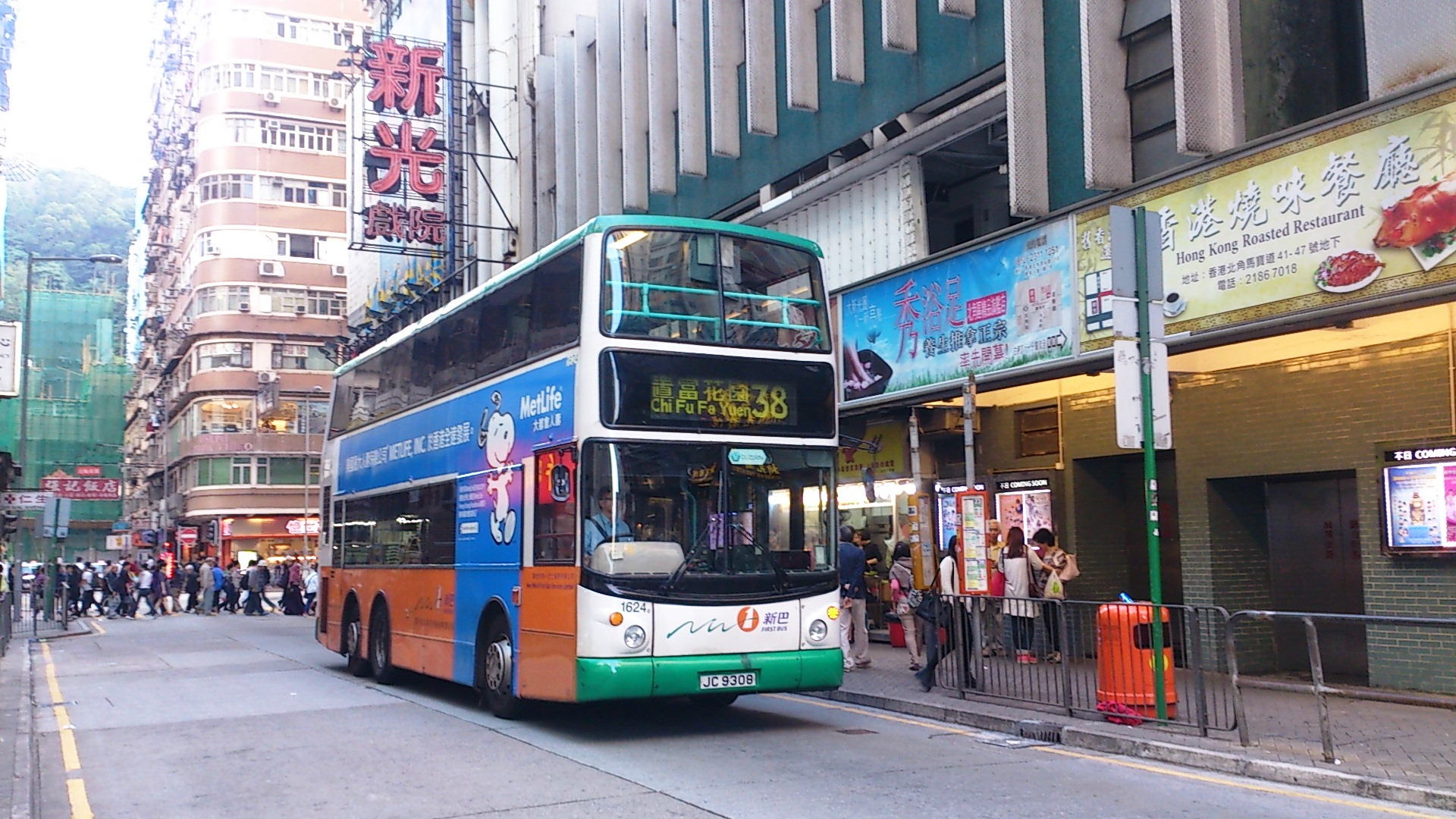
書局街近新光戲院

書局街（英文：Shu Kuk Street）是一條位於香港東區北角的南北向單程路，由七姊妹道開始，經過英皇道、馬寶道和渣華道，止於北角（西）渡輪碼頭旁的海濱。
書局街因商務印書館於1934年由西環吉席街喬遷至北角新址之廠房而定名。新廠佔地14萬平方呎，當時由利安建築師事務所（Leigh & Orange）設計，直到1960年代拆卸，重建成僑冠大廈及僑輝大廈（新光戲院所處建築）。

## 戲院
- 新光戲院

## 商場
- 北角匯二期
- 國賓商場

## 街市
- 渣華道街市

## 私人屋苑
- 美輪大廈
- 樂嘉中心
- 安寧大廈
- 僑輝大廈
- 華匯中心
- 國賓大廈
- 啟協大廈
- 建邦大廈
- 君譽峰

## 資料來源
1. ↑  . 香港地方網站. 2012  [2012-08-04]. （原始内容存档于2011-12-11）.